# Socket 1
Socket 1 — роз'єм для мікропроцесорів, сумісних з Intel 80486. Другий у серії стандартизованих процесорних роз'ємів, розроблених фірмою Intel та перший роз'єм, що отримав офіційне позначення.  

## Технічні особливості
- Напруга, що подається сокетом, — 5В.
- Кількість контактів — 169, розташовані на матриці 7×17, з кроком 0,1".
- Конструктивно виконаний у вигляді LIF або ZIF роз'єму.
- Діапазон частот системної шини: 16, 20, 25, 33 МГц,
- множники 1,0, 2,0, 3,0.

## Підтримує наступні моделі процесорів серії 80486:
- 486SX (16—33 МГц)
- 486SX2 (50—66 МГц)
- 486DX (20—33 МГц)
- 486DX2 (50—66 МГц)
- Intel486 OverDrive
- Інші, сумісні з процесором 80486 (у певних випадках був необхідний спеціальний адаптер)

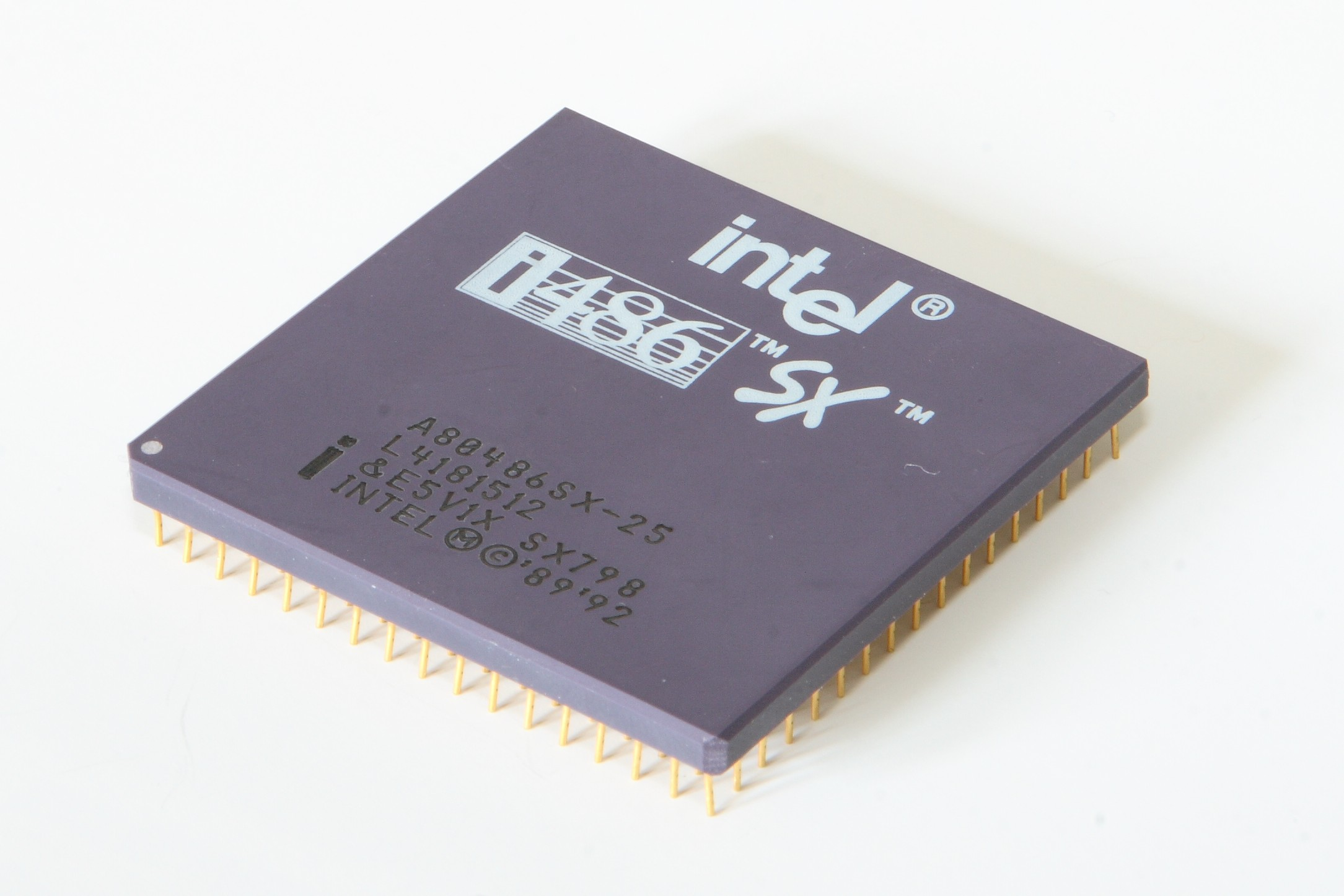
Intel i486 sx 25mhz

## Материнські плати на Socket 1
ABIT 486 EISA-AE4
- Рік випуску 1992 рік
- Виробник ABIT
- Держава Тайвань
- Маркування BM-401 FP-069-C11-43
- Біос AWARD EISA 486/CU 1989
- Підтримувані процесори 80486DX/SX 50 МГц
- Сокет Socket 1
- Кількість процесорів 1
- Тип процесора 486DX
- Кеш L2 256 Кб
- Набір мікросхем SiS 85c406, 85c411, 85c431
- Кількість слотів пам'яті 8xSIMM30
- Слоти розширення 2xISA-16bit, 6xEISA ISA
- Слоти 2x16 біт
- Слоти EISA 6
- Формфактор Повний AT

## Приклад технічних параметрів процесора на Socket 1
Intel  486   A804486DX2-66  SX911
Загальна інформація
- Тип ЦП / Мікропроцесор
- Сімейство Intel 80486
- Номер деталі ЦП A80486DX2-66 (Q0609, Q0618, Q0652, SK058, SK080, SX645, SX731, SX739, SX750, SX759, SX762, SX807, SX911, SX955)
- Частота (МГц) 66
- Швидкість шини (МГц) 33
- Множник тактової частоти 2
- Корпус 168-контактний, матриця контактів
- 1,75″ x 1,75″ (4,45 см x 4,45 см)
- Дата випуску 10 серпня 1992 р.
- Варіанти оновлення
- Використовуйте Intel PODP5V83 для оновлення до Pentium 83 МГц
- Див. матрицю оновлення 80486 для отримання додаткової інформації.

Архітектура / Мікроархітектура
- Виробничий процес 0,8 мікрона
- 1,2 мільйона транзисторів
- Ширина даних 32 біти
- Інтегрований блок з плаваючою комою
- Розмір кешу 1 рівня 8 КБ 4-канальний асоціативний уніфікований кеш коду та даних
- Фізична пам'ять (ГБ) 4
- Віртуальна пам'ять (ТБ) 64
- Функції низького енергоспоживання
- Стан зупинки годинника (лише розширена версія SL)
- Стан надання зупинки (лише розширена версія SL)
- Стан відстеження зупинки годинника (лише розширена версія SL)
- Стан автоматичної зупинки (лише розширена версія SL)
- Режим автоматичного вимкнення живлення в режимі очікування (лише розширена версія SL)
- Режим вимкнення живлення після оновлення (лише розширена версія SL)
- Вбудовані периферійні пристрої Блок керування пам'яттю

Електричні/теплові параметри
- V ядра (В) 5 ± 5%

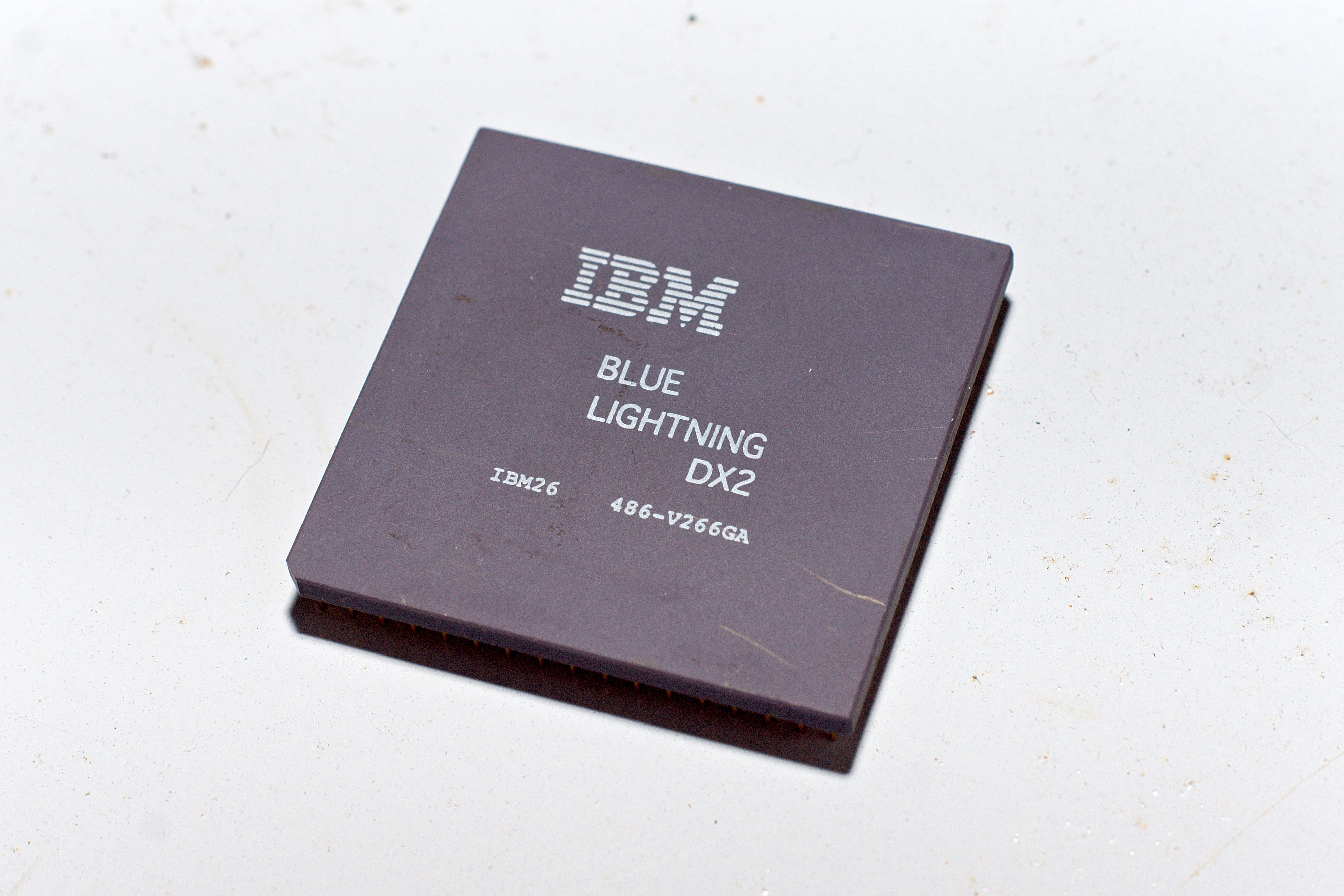
Microprocessor IBM Blue Lightning 486DX2-66

- Мінімальна/Максимальна робоча температура (°C) 0 — 85
- Мінімальна/Типова/Максимальне розсіювання потужності (Вт) Н/Д / 4,88 / 6,3
- 0,45 (Режим Stop Grant) / 4.5 / 6.3 (технологія SL)

Примітки щодо Intel A80486DX2-66
- Новіші версії процесора містять технологію SL.